# Embraceable You
Embraceable You is een lied, gecomponeerd door George Gershwin en op tekst gezet door Ira Gershwin. Het nummer is geschreven voor de musical Girl Crazy uit 1930. De wereldpremière was op 29 september 1930 in Philadelphia en de Broadway-première op 14 oktober in het Alvin Theater. Het lied is door de jaren heen een jazzstandard geworden en is door veel jazzmusici opgenomen.

## Bijzonderheden
Het lied werd oorspronkelijk geschreven in 1928 voor de niet uitgebrachte operette, "East Is West". Uiteindelijk werd het gepubliceerd in 1930 en opgenomen in de Broadway-musical Girl Crazy, waar het werd uitgevoerd door Ginger Rogers in een zang- en dansroutine met Fred Astaire als choreograaf. Het was de eerste keer dat Rogers en Astaire samenwerkten.
Het lied was het favoriete nummer van Morris Gershwin, de vader van George en Ira. Ira herinnert zich:, “als er een feest was of er waren wat mensen op bezoek, vroeg mijn vader altijd aan George, “speel dat lied eens dat over mij gaat”, en als het tekst, Come to papa – come to papa – do!, werd gezongen, ging hij staan, sloeg op zijn borst zo trots als een pauw, en keek glunderend de zaal in”. Embraceable You is een nogal ongebruikelijk nummer in het jargon van de sentimentele ballad in die zin dat sommige stukjes van de liedtekst vierlettergrepig zijn:
- “embraceable you – irreplaceable you,” en (in de herhaling)
- “silk and laceable you”;
- “tipsy in me – gypsy in me.”

Er zit ook een  vierlettergrepige in die geen echte vierlettergrepige is:
- “glorify love – ‘Encore!’ if I love”.[4]

## Vorm en tempo
Het lied bestaat uit 32 maten en is opgebouwd volgens de liedvorm A – A – B – A.  De toonsoort is G-majeur, de maatsoort alla breve en het tempo is moderato.
De eerste vier maten van het lied:

## Vertolkers
Embraceable You werd een jazzstandard tijdens de swingperiode, en sindsdien zagen vele interpretaties het licht. Bekende vroege versies zijn die van Pee Wee Russell, Bobby Hackett (1938) en Tommy Dorsey (in 1941, met zangeres Helen O'Connell). In 1946 maakte Duke Ellington er zijn eerste opname van. Het lied werd een favoriete ballad bij bebopmuzikanten zoals Charlie Parker (1947) en Dizzy Gillespie. Invloedrijke vocalisten die het lied in hun repertoire opnamen, waren onder meer Billie Holiday (1944) en Frank Sinatra (1944, 1960); Sarah Vaughans versie uit 1954 met de trompettist Clifford Brown was eveneens opmerkelijk. Latere covers kwamen er van de jazzzangeressen Dinah Washington en Ella Fitzgerald (1983).
Embraceable You bleef in de moderne jazzperiode enorm populair als jazzstandard, met opnames van onder meer Stan Getz, Coleman Hawkins, Johnny Hodges, Sonny Stitt, Glenn Miller, Joe Pass, Bud Powell, Archie Shepp, Zoot Sims, Art Tatum, Teddy Wilson en Lester Young. Er bestaan ook opnames van het lied door Sidney Bechet (1944, 1957) en Ornette Coleman (1960). Billie Holiday's opname uit 1944 werd in 2005 opgenomen in de Grammy Hall of Fame.
Robert Long voorzag het lied van een Nederlandse tekst en titel: 't Is jouw schuld voor zijn album "Uit liefde en respect voor Gershwin" (EMI, 7243 8 59199 2 3).
Andere jazzmusici die het lied gecoverd hebben zijn:
- Sidney Bechet
- Ornette Coleman
- Nat King Cole
- Bob Crosby
- Wild Bill Davison
- Tommy Dorsey
- Duke Ellington
- Bill Evans
- Herb Geller
- Stan Getz
- Dizzy Gillespie
- Bobby Hackett
- Charlie Shavers
- Oleta Adams
- Sonny Stitt
- Glenn Miller
- Red Nichols
- Red Norvo
- Charlie Parker
- Frank Rosolino
- Bud Shank
- Archie Shepp
- Niels-Henning Ørsted Pedersen
- Zoot Sims
- Art Tatum
- Sarah Vaughan
- Teddy Wilson